# Carl Bianga
Carl Bianga (Danzig, 1930) is een Duits tekenaar, graficus en dichter. Zijn met de hand ingekleurde etsen uit de jaren 1968 tot 1974 vormden een belangrijke bijdrage tot de Duitse popart.
Van 1951 tot 1960 studeerde Bianga aan de Hochschule für Bildende Künste Berlin, waarbij hij van 1958 tot 1960 een studiebeurs ontving van de Studienstiftung des deutschen Volkes. Aansluitend werd hij ondersteund met een werkbeurs van de stad Berlijn. Tot 1972 woonde hij in Berlijn en vertrok toen naar Hamburg, waar hij sindsdien woont en werkt.

## Tentoonstellingen (selectie)
- 1955 Kunstverein in Hamburg: FG 55 (Farbige Graphik – 1955)
- 1956 Contemporary Arts Museum Houston: Contemporary German Graphics
- 1970 Haus der Kunst, München: Grosse Kunstausstellung München